# 李文化
李文化（1929年—2012年6月19日），原名李文秀，字子山，男，河北滦平人，中国电影导演、摄影师，曾任第四届全国人大代表。